# Luther Tucker
Luther Tucker (Memphis, 1936. január 20. – Greenbrae, 1993. június 18.) amerikai bluesgitáros.

## Pályafutása
A memphisi születésű Luther Tucker olyan chicagói bluest játszó zenész volt, akit egyedi ritmikus gitárjátéka tett ismertté. Az 1950-es években a szájharmonikás Little Walter zenekarában játszott, és olyan slágereket vettek vele fel, mint a „Blue Midnight”, „Key to the Highway” és „Boom, Boom, Out Go the lights”.
Az 1960-as évektől az 1970-es évek elejéig olyan művészekkel csinált felvételeket, mint Muddy Waters, Sonny Boy Williamson, Otis Rush, James Cotton, John Lee Hooker.
1973-ban megalapította a Luther Tucker Bandet, amellyel bejárta az ország összes bluesfesztiválját. 1993-ban felvette a "Sad Hours" című albumot. Miután visszatért Kaliforniába egy németországi promóciós turnéról, szívrohamot kapott és 1993. június 18-án meghalt.

## Lemezek

### Szólóalbum
- 1990: Sad Hours
- 1995: Luther Tucker and the Ford Blues Band

### Kísérőzenész
- John Lee Hookerrel
  - Live at Soledad Prison (1972)
  - Free Beer and Chicken (1974)
- Sonny Boy Williamsonnal
  - The Real Folk Blues (1966)